# 渡辺シンペイ
渡辺 シンペイ（わたなべ シンペイ、6月15日 - ）は、日本の漫画家。
2022年より『週刊少年ジャンプ』（集英社）にて、『ギンカとリューナ』を連載。

## 来歴
2021年、渡辺の体感で10回読み切り会議に落ち、「途方に暮れて描いた」という「ぺこぺこの病」が、『週刊少年ジャンプ』（集英社）に初めて掲載される。同誌2022年41号から2023年19号まで『ギンカとリューナ』を連載。

## 人物
趣味・特技はYouTubeで料理の動画を見て真似をすること。
好きな漫画に冨樫義博の『HUNTER×HUNTER』、奥浩哉の『GANTZ』、荒木飛呂彦の『ジョジョの奇妙な冒険』を挙げている。

## 作風
2021年時点で担当編集者の頼富によると「圧倒的独創性」を持ち、「少々クレイジー」な作品を描く。

## 作品リスト

### 連載
- ギンカとリューナ（『週刊少年ジャンプ』2022年41号[2] - 2023年19号[5]、全4巻）

### 読み切り
- ぺこぺこの病（『週刊少年ジャンプ』2021年21・22合併号[3]） - 『ギンカとリューナ』第4巻収録[6]。
- 毀刃のアスラン（『ジャンプGIGA』2025 SUMMER[7]）